# 8072 Yojikondo
8072 Yojikondo este un asteroid din centura principală de asteroizi.

## Descriere
8072 Yojikondo este un asteroid din centura principală de asteroizi. A fost descoperit pe 1 aprilie 1981 la Harvard College Observatory. Asteroidul prezintă o orbită caracterizată de o semiaxă mare de 2,39 ua, o excentricitate de 0,15 și o înclinație de 2,6° în raport cu ecliptica.